# (1862) Apollo
(1862) Apollo (of 1932 HA) is een kleine planetoïde van de Apollo-groep die op 24 april 1932 is ontdekt door Karl Wilhelm Reinmuth. Deze planetoïde is bekend geworden omdat hij de eerste bekende planetoïde was die de aardbaan kruiste. Vervolgens zijn er nog een hele reeks andere planetoïden ontdekt die de aardbaan kruisen, waaronder (1866) Sisyphus. (1862) Apollo zelf heeft  een diameter van 1,5 kilometer. Als dit object de aarde raakt brengt dat een grote catastrofe met zich mee. Deze planetoïde wordt daarom goed in de gaten gehouden. Zijn baan is exact bekend: zijn perihelium is 0,647 AE en zijn aphelium 2,294 AE. Gemiddeld staat hij op een afstand van 1,471 AE tot de zon.
(1862) Apollo heeft een maantje met een diameter van 80 m op een afstand van 3 km van de planetoïde.